# Arheološki muzej Osijek
Arheološki muzej Osijek je muzej koji je kao samostalna ustanova djelovao od 2005. do 2012. godine. 

## Povijest
Muzej je osnovan 28. travnja 2005. Uredbom Vlade Republike Hrvatske o osnutku Arheološkog muzeja u Osijeku. Sjedište muzeja bilo je u osječkoj Tvrđi. Obuhvaćao je zgradu nekadašnje Glavne straže na Trgu Svetog Trojstva i tzv. Kuću Brožan na Trgu Jurja Križanića.
Muzej je svečano otvoren 16. studenoga 2007. Otvorenju je nazočio i ministar kulture RH Božo Biškupić. Muzej je jedini specijalizirani muzej u istočnoj Hrvatskoj za istraživanja i iskapanja. Također je i jedan od uglednijih muzeja u Republici Hrvatskoj.
Godine 2012. odlukom Vlade Republike Hrvatske Arheološki muzej Osijek pripojen je Muzeju Slavonije. Odluka je donesena na prijedlog Ministarstva kulture RH (tadašnja ministrica dr. sc. Andrea Zlatar Violić iz Hrvatske narodne stranke). Uredbom Vlade Republike Hrvatske od 1.12. 2017. godine ponovno se osniva Arheološki muzej Osijek te preuzima cjelokupni Arheološki odjel Muzeja Slavonije i njegove djelatnike sa svom pripadajućom arheološkom građom i dokumentacijom.

## Ustroj i djelovanje
Muzej raspolaže s 980 m² izložbenog prostora. Zgrada Glavne straže služi kao služi kao izložbeni prostor za posjetitelje, dok Kuća Brožan služi za urede muzeja i radionice. Muzej ima dvije dvorane koje su pogodne za različita kulturna događanja kao što su promocije, koncerti, privremene izložbe, predavanja, konferencije, projekcije, kazališne predstave, prezentacije i slična događanja. Višenamjenski atrij natkriven staklenom kupolom površine 222,2 m² s 150 mjesta za sjedenje, te multimedijsku konferencijsku dvoranu površine 58,7 m² s 50 mjesta za sjedenje uz koju je dodatna prostorija pogodna za domijenke.

## Vanjske poveznice
Mrežna mjesta
- Muzej Slavonije, službeno mrežno mjesto
- Arheološki muzej Osijek, nekadašnje službeno mrežno mjesto (neaktivno)